# Subalpines Jungmoränenland
Subalpines Jungmoränenland wird der alpennahe, südliche Teil des Nördlichen Alpenvorlandes genannt. Der Begriff entstammt der naturräumlichen Gliederung Deutschlands für den Süden Bayerns und Baden-Württembergs, schließt indes explizit auch das komplette Schweizer (aber auch kleine Teile Frankreichs einnehmende) Mittelland sowie, auf österreichischer Seite, einen kleinen Teil Vorarlbergs sowie, im Salzburger Land, das Salzburger Becken und sich daran nördlich anschließende Landschaften, die nach Osten bis unmittelbar vor den Kolomansberg reichen, ein.
Die Nordgrenze der Landschaft entspricht der voralpinen Eisgrenze der Würm-Kaltzeit. In dieser letzten Kaltzeit haben Gletscher Hohlformen erschaffen, in denen heute (von West nach Ost) auf Schweizer Seite der Genfersee, der Neuenburgersee, der Bielersee und der Zürichsee, im Dreiländereck der Bodensee, im Süden Bayerns der Ammersee, der Starnberger See, der Simssee sowie Waginger und Tachinger See, im Salzburger Land schließlich Obertrumer und Mattsee sowie der Wallersee liegen. Überdies zählen die Alpenrandseen wie der Forggensee, der Staffelsee, der Kochelsee und der Tegernsee zur Landschaft.
Im Handbuch der naturräumlichen Gliederung Deutschlands wurde die Landschaft noch mit Voralpines Hügel- und Moorland bezeichnet. Von den Bearbeitern der Verfeinerungen 1:200.000 wurde jedoch kritisiert, dass die wichtigsten Moore im sich nördlich anschließenden Teil des Alpenvorlandes lägen und insbesondere die nur im Südteil des Alpenvorlandes zu findenden Seen im Titel verschwiegen würden.
Das Subalpine Jungmoränenland ist eine naturräumliche Großregion 2. und gleichzeitig 3. Ordnung.

## Naturräumliche Gliederung
Die zunächst mit Voralpines Hügel- und Moorland bezeichnete Landschaft wurde bereits 1953 in der ersten Lieferung des Handbuchs der naturräumlichen Gliederung Deutschlands in 10 Haupteinheiten (dreistellig) unterteilt. Diese wurden zwischen 1952 (Blatt 179 Ulm mit winzigen Randanteilen) und 1994 (Blätter 181 München und 189/195 Tegernsee) in feinere Einheiten (bis zu drei Nachkommastellen) untergliedert (siehe Artikel zu den Haupteinheiten).
Das erste Einzelblatt, das bis in die Alpen reichte, erschien in Form von Blatt 190/196 Salzburg im Jahr 1978. Dessen Verfasser, Klaus Hormann, machte sieben Haupttypen von „Fliesen“ (kleinste naturräumliche Einheiten) aus:
1. Moränenwälle und -kuppen
2. Seen
3. anmoorige Senken und Niedermoore
4. Hochmoore
5. Flussauen
6. Schotterfelder über dem Hochwasserbereich der Flusse
7. Talhänge (Terrassenstufen und Kerbtalhänge)

Nicht eingerechnet sind bei Hormann subalpine Flyschberge wie der nur 827 m ü. NHN erreichende Högl, den er noch zu den Flyschalpen stellt. Sein Kollege Hansjörg Dongus, der in den Jahren 1991 bis 1994 die anderen Alpenrandblätter bearbeitete, trennte noch einen weiteren Naturraumtypus ab, nämlich die Nagelfluh-Berge wie den Pfänder (namentlich 1062 m, Naturraum am Hirschberg bis 1095 m; in D bis 1041 m), die Adelegg (bis 1129 m) oder den Rottachberg (namentlich 1115 m, Naturraum bis 1151 m). Diese nummerierte er sogar in eine neue Haupteinheitengruppe (02' Nagelfluhhöhen und Senken) ein, siehe Alpen(rand)gliederung nach Hormann und Dongus.
Die Landesanstalt für Umwelt Baden-Württemberg (LUBW) hat in den Jahren bis 1998 für ihr Bundesland aus den sich zum Teil widersprechenden Grenzen der Einzelblätter verbindliche Hauptreinheitengrenzen ausgerufen. Von Grenzänderungen betroffen waren dabei die Adelegg (034), die nach Westen deutlich enger umgrenzt wurde, und der Hegau (030), der um das westliche Bodenseebecken und die Hochrheingebiete bei Schaffhausen erweitert wurde.
Auch das Bayerische Landesamt für Umwelt (LfU) bearbeitete, in den 2000er Jahren, die Naturräume ihres Zuständigkeitsbereichs. Die nur zum Teil in Bayern liegenden Haupteinheiten wurden verbindlich abgegrenzt; LfU zählt, in Abweichung zu Hormann, das komplette Salzburger Becken, das Reichenhaller Becken und den Högl zum Alpenvorland, in Abweichung von Dongus jedoch den Pfänder zu den Alpen. Die ganz in Bayern liegenden Haupteinheiten 035 bis 038 und der bayerische Anteil an der bayerisch-salzburgerischen Haupteinheit 039 wurden noch einmal in im Vergleich zu den Einzelblättern etwas gröbere Einheiten zusammengefasst, in denen den Haupteinheiten Buchstaben nachgestellt wurden; jene LfU-Einheiten, die nicht einfach zusammenhängend sind, sind in der folgenden Aufstellung ferner durch diesem Buchstaben nachgestellte Zahlen nummeriert:
- 03 Subalpines Jungmoränenland – 10.072,95 km² laut Handbuch
  - 030 Hegau – 306,00 km² laut Handbuch;[1] 715 km² in BW bzw. in D laut LUBW[14]
  - 031 Bodenseebecken [bei Dongus ≈ 030.0][8] – 747,76 km² laut Handbuch;[1] 590 km² in BW laut LfU,[15] 20,22 km² in BY laut LUBW[13]
  - 032 Oberschwäbisches Hügelland [bei Dongus ≈ 030.2 Nördliches Bodensee-Jungmoränenland + 030.3 Höchsten-Bergland][8] – 1.060,10 km² laut Handbuch;[1] 932 km²,[16] ganz in BW,
  - 033 Westallgäuer Hügelland [bei Dongus ≈ 030.4 Östliches Bodensee-Jungmoränenland][8] – 909,16 km² laut Handbuch;[1] 574,4 km² in BW laut LUBW,[17] 170,11 km² in BY laut LfU[13]
  - 034 Adelegg [≈ 023' Adelegg + Nordwesten von 022' Nagelfluhhöhen und Senken von Großholzleute–Immenstadt][8] – 158,46 km² laut Handbuch,[1] 112 km² nach Dongus;[8] 34,6 km² in BW laut LUBW,[17] 216,23 km² in BY laut LfU[13]
  - 035 Iller-Vorberge (Iller-Jungmoränenland)[8][9] – 825,97 km² laut Handbuch;[1] 723,88 km² bei LfU[13]
    - 035-A	Jungmoränenlandschaft der Iller-Vorberge; 3 Segmente, getrennt durch Illertal und Grüntenseebecken, insgesamt 5 Teile:
      - 035-A1 (nach Dongus Teil von 036!) Nesselwang-Reichenbacher Jungmoräne (Südostteil von 035-A) [≈ Mittelteil von 036.40 Nesselwanger Senken][9] – 2,45 km²
      - 035-A2–5 Jungmoränenlandschaft der Iller-Vorberge (Hauptteil von 035-A, Ostteil mit Kempter Wald); von West nach Ost vier Teile, die bis in 036 hinein reichen[18] – 418,37 km²
      - 035-A2 Westliches Iller-Jungmoränenland (links der Iller) [≈ 035.0 ohne Süden][8]
      - 035-A3 Nördliches Iller-Jungmoränenland [≈ 035.1][8][9]
      - 035-A4 Nordöstliches Illergletscher-Jungmoränenland [≈ 035.2 ohne 035.20 Kronholz, mit 035.23 Kempter Wald im engeren Sinne + Rottachsee[19] + 046.89 Schottner Wald (Altmoräne im Nordosten)][9]
      - 035-A5 (nach Dongus Teil von 036!) Westliche Jungmoränenlandschaft der Lech-Vorberge [≈ 036.00 Reinhardsried-Huttenwanger Jungendmoränen + Westan von 026.30 Kirnachaue (hier Reichenbachaue) + 036-20 Görisrieder Grundmoränenplatte][9]

    - 035-B	Illertal und Illerbecken [≈ 022*.5 Alpseetal + Norden von 901.0 Oberstdorfer Illertal + 035.(04/)05 Kempter Illertal][8] – 61,14 km²
    - 035-C (nach Dongus Teil von 036!) „Wertachtal“ (Grüntenseebecken) [≈ Westflügel von 036.40 Nesselwanger Senken (Stammbecken des Wertachgletschers)][9] – 9,18 km²
    - 035-D	Molassehügelland der Iller-Vorberge; 2 Segmente, getrennt durch das Illertal:
      - 035-D1 Rottachberg (am Burgkranzegger Horn bis 1151 m; Ostteil von 035-D) – 84,32 km²; 85 km² nach Dongus[8][9]
      - 035-D2 Salmaser Höhe (bis 1254 m), Hügelland von Akams und südwestliches Iller-Jungmoränenland (Westteil von 035-D) – 148,42 km²

  - 036 Lech-Vorberge (Wertach-Lech-Jungmoränenland)[9] – 938,30 km² laut Handbuch;[1] 912,58 km² bei LfU[13]
    - 036-A	Jungmoränenlandschaft der Lech-Vorberge; 5 Segmente, getrennt durch Wertachtal (NW), Lechtal (O) sowie Molassehügelland im Süden; Südteil aufgeteilt durch den Forggensee
      - 036-A1 Füssen-Nesselwanger Jungmoränengebiet (Südwestteil von 036-A) [≈ Südwesten von 036.4 Südliches Wertach-Lech-Jungmoränenland][9] – 58,93 km²
      - 036-A2 Halblecher Jungmoränengebiet (Südostteil von 036-A) [≈ 036.46 Östliches Becken von Füssen ohne Südosten][9] – 19,14 km²
      - 036-A3 Steingaden-Peitinger Jungmoränengebiet (Nordostteil von 036-A) [≈ 036.15–17, Ostteil von Nordöstliches Wertach-Lech-Jungmoränenland + 036.30–32 Südöstliches Wertach-Lach-Jungmoränenland ohne Süden][9] – 118,54 km²
      - 036-A4 Ruderatshofener Jungmoränengebiet (Nordwestteil von 036-A) [≈ Westen von 036.0 Nordwestliches Wertach-Lech-Jungmoränenland (ohne äußersten Westen)][9] – 91,68 km²
      - 036-A5 Marktoberdorf-Schongauer Jungmoränengebiet (Zentralteil von 036-A) [≈ 036.10–13, Westteil von Nordöstliches Wertach-Lech-Jungmoränenland (am Auerberg=036.11 bis 1055 m) + Osten von 036.0 Nordwestliches Wertach-Lach-Jungmoränenland + 036.22–24] Südwestliches Wertach-Lach-Jungmoränenland ohne Westen[9] – 407,50 km²

    - 036-B	Lechtal [≈ 036.14 Lechkerbtal][9] – 27,95 km²
    - 036-C	Füssener Becken im engeren Sinne [≈ Südosten von 036.42 Westliches Becken von Füssen (mit Hopfensee) + 036.45 Forggensee + Südosten von 036.46 Östliches Becken von Füssen (mit Bannwaldsee)][9] – 56,44 km²
    - 036-D	Wertachtal [≈ 036.21 Wertachkerbtal + 036.034 Marktoberdorf-Kaufbeurer Wertachaue][9] – 35,53 km²
    - 036-E	Molassehügelland der Lech-Vorberge; 2 Segmente, getrennt durch das Lechtal bzw. den Premer Lechsee
      - 036-E1 Halblech-Molassehügelland (Ostteil von 036-E; bis 1012 m) [≈ 036.33 Buchberg-Schneidberg-Kamm] – 14,51 km²
      - 036-E2 Lobach-Molassehügelland (Westteil von 036-E; bis 1055 m) [≈ Norden von 036.4 Südliches Wertach-Lech-Jungmoränenland][9] – 82,36 km²

  - 037 Ammer-Loisach-Hügelland (Ammer-Loisach-Jungmoränenland)[9][10] – 2344,10 km² laut Handbuch,[1] 2443,35 km² bei LfU[13]
    - 037-A	Jungmoränenlandschaft des Ammer-Loisach-Hügellandes; 5 Segmente, getrennt durch Ammerseebecken (NW), Ammerschlucht (SW), Loisachtal (SO), Isartal (äußerster SO bis NO)
      - 037-A1 (nach Dongus Teil von 036!) Wildsteiger oder Illach-Ammer-Jungmoränengebiet (Südwestteil von 037-A) [≈ 036.31 Wildsteig-Rottenbucher Hochfläche + Ostteil von 036.33][9] – 33,49 km²
      - 037-A2 Geretsrieder oder Loisach-Isar-Jungmoränengebiet (Südostteil von 037-A) [≈ Südwestteil von 037.3 Hügel- und Moorland an der mittleren Isar (ohne Loisachtal im Westen)][10] – 133,67 km²
      - 037-A3 Dietramszeller oder Isar-Mangfall-Jungmoränengebiet (Ostteil von 037-A) [≈ Nordostteil von 037.3 Hügel- und Moorland an der mittleren Isar (ohne Loisachtal im Westen)][10] – 265,58 km²
      - 037-A4 Penzberg-Starnberger oder Ammer-Loisach-Jungmoränengebiet (Zentralteil von 037-A) [≈ Ostteile von 037.0 Hügel- und Moorland des Ammersees[4][9] + 037.1 Hügel- und Moorland des Würmsees[4][9][5][10] ohne Zentrum + 037.2 Südliches Ammer-Loisach-Isar-Jungmoränenland ohne Norden (037.20), Süden (037.24, 037.28) und Südosten (037.29)[9]] – 863,85 km²
      - 037-A5 Hofstetter oder Lech-Ammer-Jungmoränengebiet (Nordwestteil von 037-A; am Hohen Peißenberg im Süden 988 m) [≈ Westteil von 037.0 Hügel- und Moorland des Ammersees][4][9] – 511,12 km²

    - 037-B	Ampermoos[20] [≈ Norden von 037.05 Ammerseeniederung][4] – 5,23 km²
    - 037-C	Isartal – 84,15 km²
    - 037-D	Loisach-Kochelsee-Moorlandschaft [≈ 037.28 Murnauer Becken (mit 037.280 Murnauer Moos)[9] + 037.29 Kochelseebecken (mit 037.292 Kochelsee)[9][10]] – 139,48 km²
    - 037-E	Loisachtal [≈ 037.35 Unteres Loisachtal][10] – 17,14 km²
    - 037-F	Starnberger Seebecken (Starnberger See und Weidfilz mit Großem Ostersee und weiteren Kleinseen) [≈ 037.13 Würmsee (Starnberger See) + Nordwestteil von 037.15 Iffeldorf-Penzberger Niederung, bis Iffeldorf][9][10] – 86,64 km²
    - 037-G Taubenberg (bis 896 m) [≈ 051.3][10] – 21,16 km²
    - 037-H	Dürnbacher Altmoränengebiet (bei Dürnbach) [≈ 051.42 Bernloher Platte][10] – 27,37 km²
    - 037-I Tegernseebecken[21] [≈ 903.40][10] – 36,44 km²
    - 037-J	Ammerseebecken [≈ 037.05 Ammersee[22] (mit Pilsensee) + 037.06 Weilheimer Ammerniederung + Osten von 037.09 Peißenbergkämme (Guggenberg, 662 m)[23] + 037.20 Peißenberg-Oberhauser Becken (mit Eyacher Filz)[24]][9] – 154,26 km²
    - 037-K Ammerschlucht [≈ 037.21 Ammerkerbtal][9]; einfach zusammenhängend, aber 2 Teile, in etwa entlang der Ammer getrennt:
      - 037-K1 Ammerschlucht (Ostflügel) – 4,90 km²
      - 037-K2 Ammerschlucht (Westflügel) – 17,60 km²

    - 037-L Murnauer Molasserücken (bis 841 m) [≈ 037.24 Uffing-Murnauer Molassekämme ohne den Nordwestteil westlich von Uffing][9] – 41,27 km²

  - 038 Inn-Chiemsee-Hügelland (Chiemsee-Jungmoränenland)[10][2] – 2205,70 km² laut Handbuch;[1] 2198,47 km² bei LfU[13]
    - 038-A	Jungmoränenlandschaft des Inn-Chiemsee-Hügellandes; 3 Segmente, getrennt durch Innaue (W) und Chiemseebecken/Alztal (O):
      - 038-A1 Nußdorfer oder Alz-Traun-Jungmoränengebiet (Ostteil von 038-A) [≈ 038.8 Östliches Chiemsee-Jungmoränenland + 038.9 Bergener Alpenrand-Hügelland][2] – 130,76 km²
      - 038-A2 Endorfer oder Inn-Alz-Jungmoränengebiet (Mittelteil von 038-A) [≈ 038.4 Nordöstliches[10][5] bzw. Äußeres[2][6] Inn-Jungmoränenland + 038.5 Frasdorfer Alpenrand-Hügelland[10][5]] – 538,56 km²
      - 038-A3 Grafinger oder Mangfall-Inn-Jungmoränengebiet (Westteil von 038-A) [≈ 038.1 Westliches Inn-Jungmoränenland[10][5] + 038.0 Nördliches Inn-Jungmoränenland[5] (ohne Inn-Engtal)] – 688,87 km²

    - 038-B	Innaue [≈ 038.36 Rosenheimer Innaue[10][5] + 038.05 Inn-Engtal von Wasserburg-Schambach[5]] – 90,81 km²
    - 038-C	Mangfall-Schlierach-Tal [≈ 051.45 Mangfall-Schlierach-Kerbttal + 930.410 Schliersee][10] – 22,80 km²
    - 038-D	Leitzach-Molasse-Hügelland (bis 903 m) [≈ 038.20 Weyarner Jungendmoränen + 038.21 Leitzachtal + 038.22 Irschenberg + 038.23 Auer Berg (bis 903 m)] – 142,22 km²
    - 038-E	Miesbacher Altmoränengebiet (bei Miesbach), 2 Segmente, getrennt durch das Schlierachtal:
      - 038-E1 Miesbacher Altmoränengebiet (Ostteil) [≈ 051.41 Miesbach-Haushamer Stadtberg (926 m) + 051.44 Miesbach-Thalhamer Platte (ohne Norden)][10] – 18,70 km²
      - 038-E2 Miesbacher Altmoränengebiet (Westteil) [≈ 051.40 Gmunder Höhe (867 m) + 051.43 Waschlehenplatte][10] – 22,98 km²

    - 038-F	Fischbachauer Jungmoränengebiet (Alpenrandbecken der Leitzach nördlich von Fischbachau) [≈ 930.42 Leitzachbecken und Leitzachtal][10] – 14,86 km²
    - 038-H	Eiszerfallslandschaft Rimsting-Seeon [≈ 038.7 Nordwestliches Chiemsee-Jungmoränenland][2] – 76,17 km²
    - 038-J	Chiemseebecken [≈ 038.6][2] – 192,68 km²
    - 038-K	Oberes Alztal [Trenntal zwischen 038.7 und 038.8][2] – 14,83 km²
    - 038-N	Rosenheimer Becken [≈038.3 (ohne 038.36 Rosenheimer Innaue) + 038.24 Untere Mangfallfelder + 038.25 Untere Mangfallaue]; 2 Segmente, getrennt durch die Innaue:
      - 038-N1 Rosenheimer Becken (Ostflügel) – 18,33 km²
      - 038-N2 Rosenheimer Becken (Westflügel) – 225,90 km²

  - 039 Salzachhügelland (Salzach-Jungmoränenland)[2] – 577,40 km² laut Handbuch;[1] 620,70 km² in By bzw. in D bei LfU[13]
    - 039-A	Jungmoränenlandschaft des Salzach-Hügellandes [≈ Nordwestteil von 909.4[2] (s. u.) + 944.3 Högl[2] (827 m) + 039.72 Höglwörther Alpenrandplateau[2] + 039.2 Westliches Salzach-Moränenplattenland[2][6] + 039.60 Westliches Salzach-Endmoränenland[2][6]] – 519,86 km²
    - 039-B	Reichenhaller Becken[25] und Salzachaue [≈ 909.3 Reichenhaller Becken[2] + Südosten von 909.4 Pidinger Weitung[2][26] + 909.2 Marzoller Hügelland[2] + 039.0 Salzburger Becken[2] (größtenteils in Österreich) + 039.3 Tittmoninger Salzachtal[2][6]] – 60,94 km²
    - 039-C	Oberes Trauntal [Trenntal zwischen 038 und 039][2] – 10,05 km²
    - 039-D	Pechschnaiter Altmoräne [≈ 039.70 Hochberg-Hochhorn-Alpenrandplateau][2] – 29,85 km²

## Teillandschaften
Nach seiner Grenzziehung im Handbuch der naturräumlichen Gliederung Deutschlands ist das Subalpine Jungmoränenland einfach zusammenhängend. Geht man jedoch nach der Eisgrenze der Würm-Kaltzeit (siehe Karte oben), so lag diese stellenweise unmittelbar am Nordwest- und Nordrand der Alpen. Auch zwischen diesen Unterbrechungen teilt sich die Landschaft in einzelne Moränenbögen, an denen sich auch die Haupteinheiten auf deutschem Gebiet orientieren.

### Rhonegletscher
In der Westschweiz ist das Mittelland in alle Richtungen außer nach Nordosten durch Hochgebirge abgeriegelt und die Jungmoränen können schon deshalb nicht so markante Bögen formen wie in Süddeutschland. Der Rhonegletscher des nordöstlich von Genf gelegenen Genfersees hat sich indes auch nach Südwesten markant in die Landschaft gefressen und ein Zungenbecken mit z. T. wallartigen Rändern geformt. Der Montagne de Vuache, auf französischer Seite, bildet eine gratartige Südwestbegrenzung des Beckens. Nach Nordosten hingegen fällt die Europäische Hauptwasserscheide bei La Sarraz auffällig schwach aus.

### Aargletscher
Das nächstnordöstliche Segment mit dem Neuenburgersee (Neuenburg NE am Nordwestufer), dem Murtensee und dem Bielersee (Biel/Bienne am Nordostende) fällt durch seine Ordnung auf. Die Seen liegen unmittelbar am Südostfuß des Jura (der Murtensee in zweiter Reihe) und sind, entlang der Zihl, streng nach Nordosten ausgerichtet. Sie wurden geformt, als der Rhone-Gletscher seine höchste würmeiszeitliche Ausdehnung hatte und hier und mit dem ebenfalls maximal ausgedehnten, von Südosten kommenden Aargletscher zusammentraf. In dessen voralpinem Rückzugsgebiet liegt der schmale Wohlensee westlich Berns, erst am Alpenrand findet sich aareaufwärts im Thunersee wieder ein großer See. In der Hauptsache wurden die drei Jurarandseen indes durch Abflussrinnen des nicht mehr maximal ausgedehnten Rhonegletschers erschaffen.

Auffällig ist, dass sich zwischen Biel und Aarburg, zwischen denen sich die Aare weiter nach Nordosten zieht, keine weiteren submontanen oder montanen Seen im Teil-Einzugsgebiet des Flusses finden – obgleich Jungmoränen zumindest bis etwa Solothurn anzutreffen sind. Ein Indiz dafür, dass es sich primär um eine Altmoränenlandschaft handelt, deren Hohlformen durch Erosion weitgehend verschwunden sind.

### Reussgletscher
Erst ab der Wigger, die in Aarburg von rechts mündet, finden sich im rechtsseitigen Einzugsgebiet der Aare wieder subalpine Seen, die jedoch deutlich südöstlich der Aare liegen und nach Nordwesten ausgerichtet sind – die durch den Reussgletscher geformte Landschaft wird hier durch in diese Richtung verlaufende, rippenartige Hügelketten gekammert. An der Suhre liegt der Sempachersee, am Aabach der Baldeggersee und der Hallwilersee. Der Zugersee südwestlich von Zug, der die Lorze und damit die Reuss speist, ist bereits ein Alpenrandsee, der Vierwaldstättersee südwestlich von ihm und unmittelbar südöstlich Luzerns (direkt zur Reuss) ist sogar fast komplett alpin umrandet.

### Linthgletscher
Etwas abgetrennt durch einen bis dicht an die Aare reichenden Höhenzug folgt das auf den Linthgletscher zurückgehende Gebiet um den Zürichsee südöstlich Zürichs, welcher die Limmat speist. In diesem Gebiet liegen auch der die Glatt (direkt zum Rhein) speisende Greifensee und der die Glatt über die Ustermer Aa speisende Pfäffikersee.

### Rheingletscher
Der Rheingletscher (in seiner würmkaltzeitlichen Ausdehnung: Bodensee-Vorlandgletscher) hat das heutige Gebiet um den Bodensee geformt. In seinem Zentrum liegt das Bodenseebecken (031), das nach Nordwesten vom reliefreichen Hegau (030) gerahmt wird, nach Norden vom Oberschwäbischen Hügelland (032) und nach Nordosten vom Westallgäuer Hügelland (033). Im Osten (Pfänder) und im Süden (Kaienspitz) treten unmittelbar halbalpine Nagelfluh- und Molasseberge bis ans Ufer.

### Nagelfluhschwelle
Zwischen dem Bodensee bei Lindau und dem Illertal bei Kempten liegt eine voralpine Landschaft, die in der Würm-Kaltzeit unvergletschert blieb. Die Höhen der von Nagelfluh und Molasse bedeckten Kämme und Höhenzüge der Nagelfluhhöhen und Senken zwischen Bodensee und Wertach (02') übersteigen jene des eigentlichen Jungmoränenlandes deutlich, erreichen aber teilweise nicht ganz alpine Höhen. Hansjörg Dongus wollte für diese Landschaften eine eigene Haupteinheitengruppe einführen, die auch die Molassekämme von St. Gallen-Appenzell auf Schweizer Gebiet mit einbezog und bis zur Isar reichen sollte. Da die Schichtkämme zwischen der Wertach und der Isar jedoch keine geschlossene Zone mehr bilden, hat er sie in den späteren Blättern als Teile des Jungmoränenlandes aufgefasst.

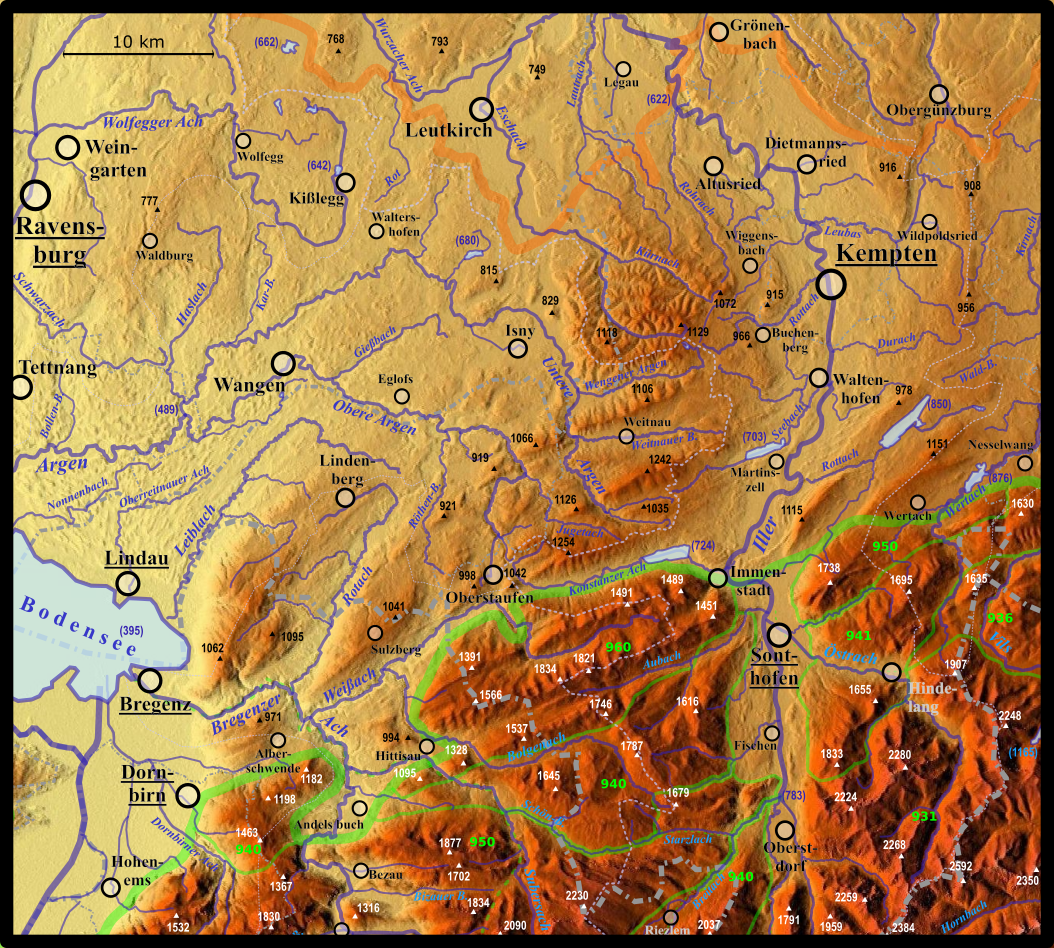
Relief der Nagelfluhschwelle inklusiver der alpinen, am Hochgrat 1834 erreichenden Allgäuer Nagelfluh-Schichtkämme; Legende siehe Bildbeschreibungsseite

Den südwestlichen Rumpf dieser Schwelle bilden die nach Norden bis Nordosten ausgerichteten Molassekämme von Pfänder (bis 1062 m) mit östlichem Nebenkamm Hirschberg (bis 1095 m; zusammen Einheit 20) im Westen und Sulzberg (bis 1041 m; 21.2) im Osten. Hinzu kommen der Schneiderspitz (21.1; am Schneiderkopf bis 971 m) südlich des Pfänders und der Langenegg-Höhenzug (21.5; am Rotenberg 994 m; östlich von Langenegg). Täler aus dem Flusssystem der Bregenzer Ach trennen diese vier Massive voneinander und teils auch von den alpinen Höhenzügen Hochälpele (bis 1463 m), dem Massiv der Winterstaude (bis 1877 m) und den Allgäuer Nagelfluh-Schichtkämmen (bis 1834 m). Alle vier Massive gehören laut Handbuch (und laut LfU) bereits zu den Alpen, während Dongus sie zum Alpenvorland zählt.
Den Nordosten der Nagelfluhschwelle bildet der Nagelfluh-Höhenzug der Adelegg im engeren Sinne (023'), der überwiegend in Richtung Nordwesten über die Aitrach zur Iller und schließlich zur Donau entwässert und nur durch die von der Kreisstraße OA 20 flankierte Eschach und der ihr unmittelbar am nordwestlichen Gebirgsrand von Osten zufließenden und von der Staatsstraße St 2376 begleiteten Kürnach nennenswert zertalt und segmentiert wird. Durch diese beiden Täler zerfällt die Adelegg in drei Höhenzüge, die alle mehr oder weniger nach Nordwesten ausgerichtet sind. Die höchste Höhe wird am Südostrand des Zentralteils, am 1129 m hohen Ursersberg erreicht. In der Adelegg steht neben Konglomeraten Juranagelfluh der Schwäbischen Alb an.
Zwischen Adelegg und Sulzberg schieben sich die in mehrere parallele, nach Südwesten streichende Schichtkämme zerfallenden Nagelfluhhöhen und Senken von Großholzleute-Immenstadt (022'), die größtenteils über die Untere und Obere Argen zum Bodensee entwässern. Ihr nördlichster Kamm, der des Sonneneck (022'.0; bis 1106 m) wird nur durch die Talung der Wengener Argen von der nördlich angrenzenden Adelegg getrennt und gleicht ihr im Nordostteil in geologischer Hinsicht. Die Untere Argen trennt den Sonneneck von der Riedholzer Kugel (1066 m), die Obere schließlich die Kugel vom Laubenberg (919 m). Jenseits der Eisenbahntrasse Oberstaufen–Heimenkirch (Bahnstrecke Buchloe–Lindau) wird dieser Kamm in Richtung Sulzberg durch den Balzerberg (21'.8 ; 921 m) fortgesetzt, wobei das Gestein bereits an der Riedholzer Kugel von Nagelfluh zu Molasse gewechselt hat. 
Durch das Becken von Weitnau-Ebratshofen (022'.1) mit dem Weitnauer Bach und der Bundesstraße 12 von diesem Kamm getrennt, schließt sich weiter südlich der Molassekamm des Hauchenbergs (022'.2; 1242 m) an, der südwestlich der Unteren Argen in den Ochsenberg (1126 m) nordwestlich Missens übergeht.
Der südlichste Kamm beginnt, südlich des Hauchenbergs und durch den Börlasbach mit der Kreisstraße OA 22 von diesem getrennt, mit dem Kühberg (1035 m) östlich von Missen. Sein Massiv wird nach Südwesten vom Stixnerbach mit der Staatsstraße St 2006, wie auch der Börlasbach ein Quellbach der Unteren Argen, gerahmt und bildet das Hügelland von Akams (22'.4). Es entwässert zu großen Teilen zur Iller und wird vom Alpseetal (Konstanzer Tal; 022'.5) mit dem Großen Alpsee (auf 724 m) nach Süden, vom Niedersonthofener See (auf 703 m) nach Nordosten gerahmt. Südwestlich jenseits des Stixnerbachs verläuft die Kammlinie etwas nach Süden versetzt weiter und erreicht an der Salmaser Höhe (022'.3) 1254 m. Der Staufner Berg (1042 m) verlängert diesen Kamm jenseits des Jugetbachs und liegt, wie auch die Salmeser Höhe, auf der Europäischen Hauptwasserscheide zwischen Rhein und Iller nach Südwesten. Etwas nördlich der Kammlinie liegt westlich davon der Kapf (998 m); zwischen beiden Bergen liegt der Markt Oberstaufen. Merkwürdigerweise zählt LfU den Staufner zum Westallgäuer Hügelland und den Kapf zu den Alpen; Dongus zählt beide zum Oberstaufener Becken (021'.7).
Auch östlich der so nach Dongus definierten Schwelle reichen Molasse- und Nagelfluhausläufer links der Iller bis in das Stadtgebiet von Kempten. Hierzu zählt insbesondere der Nagelfluh-Höhenzug des Höhenegg (915 m) nebst Nordausläufern, die die Kreisstadt von Westen rahmen; südwestliche Basis des Höhenegg ist eine 965 m hohe Anhöhe unmittelbar südwestlich Buchenbergs, die auf der nordöstlichen Verlängerung des Sonneneck-Kammes liegt. LfU fasst diese Ausläufer mit der Salmeser Höhe und dem Hügelland von Akams zusammen (035-D2), während es die nördlichen beiden Kämme der Adelegg zurechnet. In den Karten zum Handbuch von 1954 und 1960 umfasste die Haupteinheit Adelegg in etwa die eigentliche Adelegg plus den Sonneneck-Kamm bis einschließlich des Balzerbergs. Dem entspricht auch die Einteilung von LUBW, wo der in Baden-Württemberger Gebiet fallende Nordostsporn der Riedholzer Kugel der Haupteinheit Adelegg zugerechnet wird.
Der Naturraum Rottachberg (024') östlich jenseits der Iller ist nur mittelbar Teil dieser Schwelle und konnte nur Teil dieser einfach zusammenhängenden Landschaft werden, indem man ihm einen schmalen Streifen des Illertals einverleibte. Er teilt sich auf in den eigentlichen Rottachberg (1115 m) im Südwesten, seine jenseits der Rottach sich daran anschließende, an der Butzenhalde 978 m erreichende Nordostabdachung im Norden, das Gebiet um den Rottachsee (auf 850 m) im Nordosten, die am Burgkranzegger Horn 1151 m erreichende Nordostabdachung des Grünten (950.0; 1738 m) im Osten sowie das Rettenberger Tal (024'.1) am der Rottach nach Nordosten zufließenden Kranzegger Bach, das den eigentlichen Rottachberg vom Grünten trennt, im Süden. Der vergleichsweise junge (errichtet 1984–1990) Rottachsee wird bei LfU nicht zur entsprechenden Einheit (035-D1) gerechnet.

### Illergletscher
Der Illergletscher erreichte während der Mindel-Kaltzeit seinen Hochstand und zog sich von den Allgäuer Alpen über das Kemptner Gebiet bis nach Apfeltrach im Unterallgäu. 

### Lech-Gletscher
Das Einzugsgebiet des Lech-Gletschers (auch Iller-Lech-Gletscher) lag im Wesentlichen in den nördlichen Kalkalpen. Er stand mit anderen Gletschern in Verbindung, die ihm Eis mit Kristallingeschiebe zuführten.

### Wertach-Gletscher
Der Wertach-Gletscher war ein würmzeitlicher Gletscher der zwischen Iller- und Lech-Gletscher mit diesen zusammenfloss. Aus den Allgäuer Alpen kommend, vorbei am Sorgschrofen dehnte er sich bis zum Kemptner Wald aus.

### Isar-Loisach-Gletscher
Während des Pleistozäns war der Isar-Loisach-Gletscher ein Vorlandgletscher im bayerischen Alpenvorland. Im Umfeld des Alpenhauptkamms entstanden, schob er sich über das vollvergletscherte Inntal und zog sich durch die bayerischen Voralpen hinaus in das Alpenvorland.

### Inn-Gletscher
Aus dem schweizerischen Ober- und Unterengadin kommend, durchfloss der Inn-Gletscher in Österreich das Land Tirol (heutiges Inntal) und strich dann bis ins Bayerische Alpenvorland aus (Inn-Chiemsee-Gletscher), wo die Gletscherzunge ihre größte Ausdehnung in der Mindel-Kaltzeit und der Riß-Kaltzeit erreichte.

### Salzachgletscher
Der Salzachgletscher war der eiszeitliche Gletscher der Alpenflüsse Salzach und Saalach, der die beiden Flusstäler durchfloss und ausgedehnte Vorlandgletscher bildete. Während des Würm-Hochglazials erstreckte er sich über eine Fläche von 6000 km².

## Nachweise
1. 1 2 3 4 5 6 7 8 9 10 11 12  Emil Meynen, Josef Schmithüsen (Hrsg.): Handbuch der naturräumlichen Gliederung Deutschlands. Bundesanstalt für Landeskunde, Remagen/Bad Godesberg 1953–1962 (9 Lieferungen in 8 Büchern, aktualisierte Karte 1:1.000.000 mit Haupteinheiten 1960).
2. 1 2 3 4 5 6 7 8 9 10 11 12 13 14 15 16 17 18 19 20 21 22 23  Klaus Hormann: Geographische Landesaufnahme: Die naturräumlichen Einheiten auf Blatt 190/196 Salzburg. Bundesanstalt für Landeskunde, Bad Godesberg 1978. → Online-Karte (PDF; 6,1 MB)
3. ↑  Hans Graul: Geographische Landesaufnahme: Die naturräumlichen Einheiten auf Blatt 179 Ulm. Bundesanstalt für Landeskunde, Bad Godesberg 1952. → Online-Karte (PDF; 4,8 MB) (nur winzige Randanteile)
4. 1 2 3 4 5  Hans Graul: Geographische Landesaufnahme: Die naturräumlichen Einheiten auf Blatt 180 Augsburg. Bundesanstalt für Landeskunde, Bad Godesberg 1962. → Online-Karte (PDF; 4,1 MB)
5. 1 2 3 4 5 6 7 8  Günther Michler: Geographische Landesaufnahme: Die naturräumlichen Einheiten auf Blatt 181 München. Bundesanstalt für Landeskunde, Bad Godesberg 1994. → Online-Karte (PDF; 4,4 MB)
6. 1 2 3 4 5  Peter Weichhart: Geographische Landesaufnahme: Die naturräumlichen Einheiten auf Blatt 182/183 Burghausen. Bundesanstalt für Landeskunde, Bad Godesberg 1979. → Online-Karte (PDF; 6,1 MB)
7. ↑  Alfred G. Benzing: Geographische Landesaufnahme: Die naturräumlichen Einheiten auf Blatt 186 Konstanz. Bundesanstalt für Landeskunde, Bad Godesberg 1964. → Online-Karte (PDF; 4,1 MB)
8. 1 2 3 4 5 6 7 8 9 10 11 12 13 14  Hansjörg Dongus: Geographische Landesaufnahme: Die naturräumlichen Einheiten auf Blatt 187/193 Lindau/Oberstdorf. Bundesanstalt für Landeskunde, Bad Godesberg 1991. → Online-Karte (PDF; 6,1 MB)
9. 1 2 3 4 5 6 7 8 9 10 11 12 13 14 15 16 17 18 19 20 21 22 23 24 25 26 27 28 29 30 31 32  Hansjörg Dongus: Geographische Landesaufnahme: Die naturräumlichen Einheiten auf Blatt 188/194 Kaufbeuren/Mittenwald. Bundesanstalt für Landeskunde, Bad Godesberg 1993. → Online-Karte (PDF; 6,4 MB)
10. 1 2 3 4 5 6 7 8 9 10 11 12 13 14 15 16 17 18 19 20 21  Hansjörg Dongus: Geographische Landesaufnahme: Die naturräumlichen Einheiten auf Blatt 189/195 Tegernsee. Bundesanstalt für Landeskunde, Bad Godesberg 1994. → Online-Karte (PDF; 5,2 MB)
11. 1 2  Naturräumliche Haupteinheiten Baden-Württembergs (PDF; 3,1 MB), Änderungen (PDF; 1,9 MB; S. 55–58) – LUBW (Hinweise)
12. 1 2  Daten- und Kartendienst der Landesanstalt für Umwelt Baden-Württemberg (LUBW) (Hinweise)
13. 1 2 3 4 5 6 7 8 9 10 11 12 13 14  Naturräume der Haupteinheitengruppe 03 im BayernAtlas der Bayerischen Staatsregierung – Subalpines Jungmoränenland (Hinweise)
14. ↑  Naturraumsteckbriefe der LUBW, siehe 030: Hegau (PDF; 8,7 MB; Hinweise)
15. ↑  Naturraumsteckbriefe der LUBW, siehe 031: Bodenseebecken (PDF; 7,4 MB; Hinweise)
16. ↑  Naturraumsteckbriefe der LUBW, siehe 032: Oberschwäbisches Hügelland (PDF; 8,8 MB; Hinweise)
17. 1 2  Naturraumsteckbriefe der LUBW, siehe 033: Westallgäuer Hügelland (PDF; 8,3 MB; Hinweise)
18. ↑  035-A2 ist eigentlich schon an sich durch das Tal der Iller zweigeteilt; LfU kaschierte das jedoch, indem sie in ihrem Polygon im Norden einen minimalen Korridor über den Fluss einzeichneten: Zwischen der Fluhmühle (Wehr mit Fall der Iller von 630 m auf 622 m) und der Straßenbrücke der Kreisstraße MN 21 wird nur der (hier deutlich markantere) rechte Talhang des Illertals zum Naturraum Illertal (035-B) gerechnet, während rund 1,2 km des Flusses sowie der komplette linksseitige Hang bereits zur Jungmoränenlandschaft gezählt werden.
19. ↑  Der relativ junge Rottachsee ist auf der Karte zu Blatt 188 Kaufbeuren noch gar nicht eingezeichnet; seine Fläche liegt dort in 0.24 Rottachberg, die des ihn versorgenden Schwarzenberger Weihers in 035.23.
20. ↑  Bei LfU wird das Ampermoos schlicht und irreführend mit „Ampertal“ bezeichnet; Hansjörg Dongus, der für das südliche Anschlussblatt 188 Kaufbeuren verantwortlich ist, kritisiert explizit, dass Hans Graul (Blatt 180 Augsburg) das Ampermoos nicht vom Ammersee getrennt ausgewiesen hat; dieser Name ist auch auf gängigen Karten eingezeichnet.
21. ↑  LfU nennt die Einheit „Tegernseeer Tal“.
22. ↑  Beachte die Fußnote zum Ampermoos!
23. ↑  Die Zuordnung des nur 662 m erreichenden Guggenbergs zur Einheit Peißenbergkämme auf Blatt 188 Kaufbeuren erscheint etwas fragwürdig, wenn man bedenkt, dass der westlich benachbarte Hohe Peißenberg 988 m erreicht.
24. ↑  Blatt 188 Kaufbeuren schreibt „Eyacher Filz“ in Klammern, als wäre es ein Synonym. In Karten ist unter diesem Namen indes nur das unbesiedelte Gebiet rechts der Eyach bezeichnet.
25. ↑  Irreführenderweise führt LfU das Reichenhaller Becken nicht im Namen, obwohl es komplett enthalten ist.
26. ↑  Die Pidinger Weitung könnte man zum Reichenhaller Becken im weiteren Sinne zählen; auf Blatt Salzburg wird auch ein nordwestliches Nebental zur Weitung gezählt.